# (34106) Sakhrani
2000 PP22 (asteroide 34106) é um asteroide da cintura principal. Possui uma excentricidade de 0.19696180 e uma inclinação de 3.83321º.
Este asteroide foi descoberto no dia 2 de agosto de 2000 por LINEAR em Socorro.